# Cocteau Twins
Cocteau Twins foi uma banda escocesa de rock formada em Grangemouth, Escócia, em 1979. Os seus membros eram Elizabeth Fraser (vocais), Robin Guthrie (guitarra), Will Heggie (baixo) e Simon Raymonde (baixo, em 1983, com a saída de Heggie).

## História
Cocteau Twins foi uma banda com influências no pós-punk, com tons góticos e psicodelicos que marcaram os anos 1980, com sua sonoridade melancólica, doce, enigmática e sombria. Ao lado de Dead Can Dance e This Mortal Coil, são aclamados como os precursores do estilo ethereal e dream pop. 
Ligados desde o seu início à editora 4AD, a banda muda de editora em 1993, para a Capitol Records, que lhes deu uma projecção comercial acrescida.
Tornaram-se mais conhecidos a partir do álbum Treasure, lançado em 1984.
Nos anos em que estiveram ligados à 4AD, participaram em projectos paralelos, como os This Mortal Coil. Em 1983, Guthrie e Fraser fizeram parte da versão de  Song to the Siren, de Tim Buckley. Nesta participação conhecem Simon Raymonde, que iría substituir Will Heggie no baixo.
Os Cocteau Twins dissolveram-se em 1998.
Em 19 de maio de 2022, o trio Fraser/Guthrie/Raymonde vence a categoria "Visionary Award" do prêmio Ivor Novello (tradicional premiação inglesa que homenageia compositores significativos do Reino Unido). Fraser e Guthrie compareceram ao evento, que marcou sua primeira aparição juntos em mais de uma década.

## Discografia

### Álbuns
- Garlands (1982)
- Head Over Heels (1983)
- Treasure (1984)
- Victorialand (1986)
- The Moon and the Melodies (1986) com Harold Budd
- Blue Bell Knoll (1988)
- Heaven or Las Vegas (1990)
- Four-Calendar Café (1993)
- Milk and Kisses (1996)

### Compilações
- The Pink Opaque (1985)
- The Box Set (1991)
- BBC Sessions (2000)
- Stars and Topsoil (2000)
- Lullabies to Violaine (2005)

### EPs
- Lullabies (1982)
- Peppermint Pig (1983)
- Sunburst and Snowblind (1983)
- The Spangle Maker (1984)
- Aikea-Guinea (1985)
- Tiny Dynamine (1985)
- Echoes in a Shallow Bay (1985)
- Love's Easy Tears (1986)
- Twinlights (1995)
- Otherness (1995, com Mark Clifford dos Seefeel)

### Bootlegs
- Live in London 1986 (1986)
- Pearly, Pink & White (1994)

### Singles
- "Iceblink Luck" (1990)
- "Heaven or Las Vegas" (1990)
- "Evangeline" (1993)
- "Snow" (1993)
- "Bluebeard" (1994)
- "Tishbite 1" (1996)
- "Tishbite 2" (1996)
- "Violaine 1" (1996)
- "Violaine 2" (1996)

## Videografia

### Bootlegs
- Toronto, Canada (1994)